# Grab the Moment
Grab the Moment песма је норвешког продуцента Јовста са којом ће представљати Норвешку на Песми Евровизије 2017. у Кијеву уз пратњи Александера Волмена.